# جون غلوفر
جون غلوفر (بالإنجليزية: John Glover)‏ (28 أكتوبر 1876 بويست بروميتش في المملكة المتحدة - 20 أبريل 1955 في المملكة المتحدة) هو لاعب كرة قدم بريطاني (وحمل سابقاً جنسية المملكة المتحدة لبريطانيا العظمى وأيرلندا) في مركز الظهير. لعب مع برمنغهام سيتي وبلاكبيرن روفرز ونادي غيلينغهام ونادي ليفربول ووست بروميتش ألبيون وBrierley Hill Alliance F.C. ‏.